# Runenstein von Lövhulta

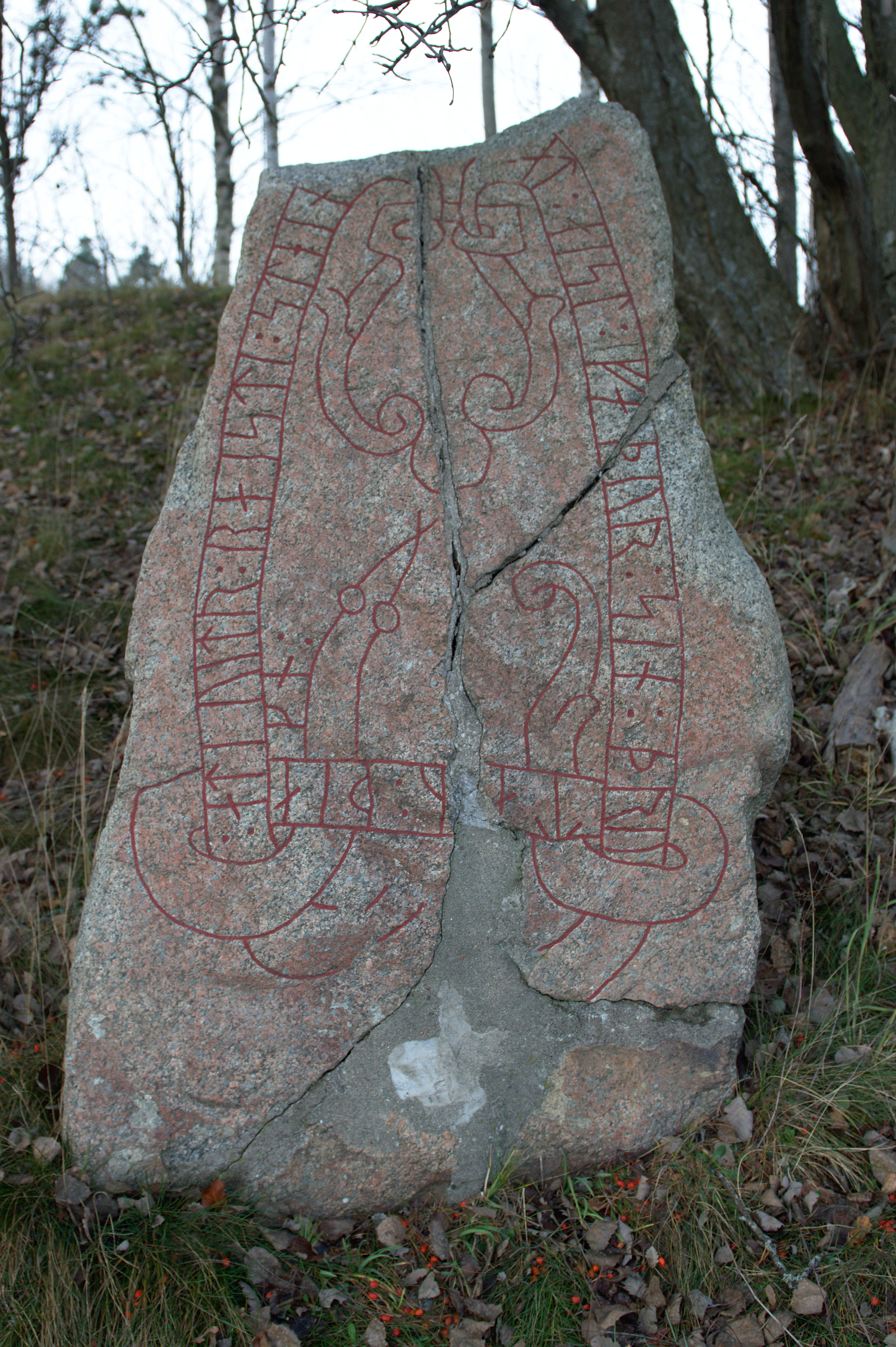
Runenstein von Lövhulta

Der Runenstein von Lövhulta (Sö 90) wurde 1888 in Lövhulta in Södermanland in der schwedischen Gemeinde Eskilstuna gefunden. Der Runenstein lag auf der mit Runen beschrifteten Seite und war in sechs Teile gespalten. 1961 wurde er wieder zusammengesetzt und in der Nähe des Fundorts an der Straße von Eskilstuna nach Sundybholm aufgestellt.
Die Nachzeichnung der Ritzung lässt auf dem Stein seitlich zwei Schlangenbänder und im oberen Teil ein Irisches Koppel bzw. eine Trollmaske oder etwas Derartiges (schwedisch skräckmask) erkennen. Die Ritzung ist im Vogelschaustil (schwedisch Fågelperspektiv; bei dem sie Schlange in Aufsicht dargestellt ist) erfolgt. Die Masken sind ein häufiges Motiv, es findet oder fand sich auf Runensteinen: DR 62 in Sjelle, DR 66 in Århus, DR 81 in Skjern, DR 258 in Bösarp, DR 286 von Hunnestad, DR 314 in Lund, DR 335 in Västra Strö, Vg 106 in Lassegården, Sö 86 in Aby, Sö 112 in Kolunda, Sö 167 in Landshammar, Sö 367 in Släbro. Nä 34 in Nasta, U 508 in Gillberga, U 670 in Rölunda, U 678 in Skokloster, U 824 in Holms, U 1034 in Tensta, U 1150 in Björklinge und auf dem Bildstein von Sjellebro.
Der Text lautet: „Andvätt errichtete diesen Stein nach Est (?), seinem Vater, ein fähiger Mann.“